# Jared McCann
Jared McCann (* 31. Mai 1996 in Stratford, Ontario) ist ein kanadischer Eishockeyspieler, der seit Juli 2021 bei den Seattle Kraken aus der National Hockey League unter Vertrag steht. Zuvor war der Center für die Vancouver Canucks, die ihn im NHL Entry Draft 2014 an 24. Position ausgewählt hatten, sowie für die Florida Panthers und die Pittsburgh Penguins aktiv.

## Karriere

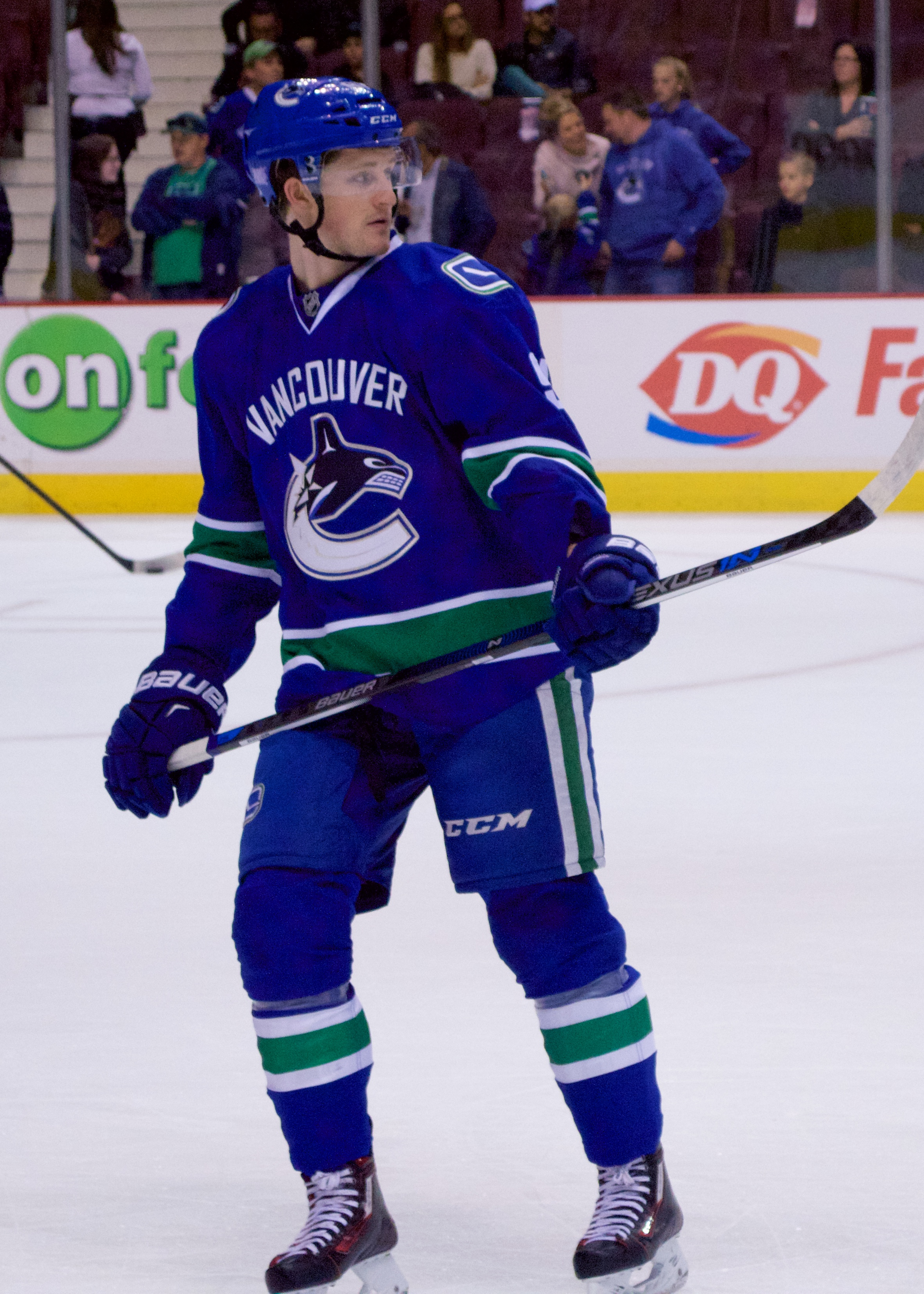
McCann im Trikot der Vancouver Canucks (2015)

Zum Ende der Saison 2012/13 wurde McCann für seine Leistungen geehrt, in dem er ins zweite All-Rookie-Team der OHL gewählt wurde. Zudem wurde er für das Team Ontario bei der World U-17 Hockey Challenge 2013 aufgeboten. In der folgenden Saison stand er erstmals im Kader der kanadischen U18-Nationalmannschaft. Mit dieser nahm er am Ivan Hlinka Memorial Tournament 2013 teil, wo er mit dem kanadischen Team die Goldmedaille gewann.
Nachdem ihn die Vancouver Canucks im NHL Entry Draft 2014 in der ersten Runde ausgewählt hatten, stand McCann mit Beginn der Saison 2015/16 erstmals im NHL-Aufgebot. Nach der Saison wurde er allerdings samt einem Zweitrunden- und einem Viertrunden-Wahlrecht an die Florida Panthers abgegeben, die im Gegenzug Erik Gudbranson und ein Fünftrunden-Wahlrecht für den gleichen Draft nach Vancouver schickten. Die Panthers setzten ihn fortan auch bei ihrem Farmteam, den Springfield Thunderbirds in der American Hockey League (AHL) ein. Mit Beginn der Spielzeit 2017/18 etablierte sich der Angreifer allerdings in Floridas NHL-Aufgebot.
Nach etwa zweieinhalb Jahren in Florida wurde der Angreifer Anfang Februar 2019 samt Nick Bjugstad an die Pittsburgh Penguins abgegeben. Im Gegenzug erhielten die Panthers Derick Brassard und Riley Sheahan sowie ein Zweitrunden-Wahlrecht und zwei Viertrunden-Wahlrechte für den NHL Entry Draft 2019. Ebenfalls zweieinhalb Jahre später schickten ihn die Penguins zu den Toronto Maple Leafs, während im Gegenzug Filip Hållander sowie ein Siebtrunden-Wahlrecht im NHL Entry Draft 2023 nach Pittsburgh wechselten. Bevor er jedoch für Toronto zu Einsätzen kam, wurde der Stürmer im NHL Expansion Draft 2021 von den Seattle Kraken ausgewählt. Auch beim neu gegründeten NHL-Franchise etablierte er sich als regelmäßiger Scorer und unterzeichnete daher im März 2022 einen neuen Fünfjahresvertrag in Seattle, der ihm mit Beginn der Saison 2022/23 ein durchschnittliches Jahresgehalt von fünf Millionen US-Dollar einbringen soll. In dieser erreichte er mit 70 Punkten und 40 Treffern neue persönliche Bestleistungen und wurde zugleich bester Scorer und Torschütze seines Teams.

## Erfolge und Auszeichnungen
- 2013 OHL Second All-Rookie Team

### International
- 2013 Goldmedaille beim Ivan Hlinka Memorial Tournament
- 2014 Bronzemedaille bei der U18-Junioren-Weltmeisterschaft
- 2019 Silbermedaille bei der Weltmeisterschaft

## Karrierestatistik

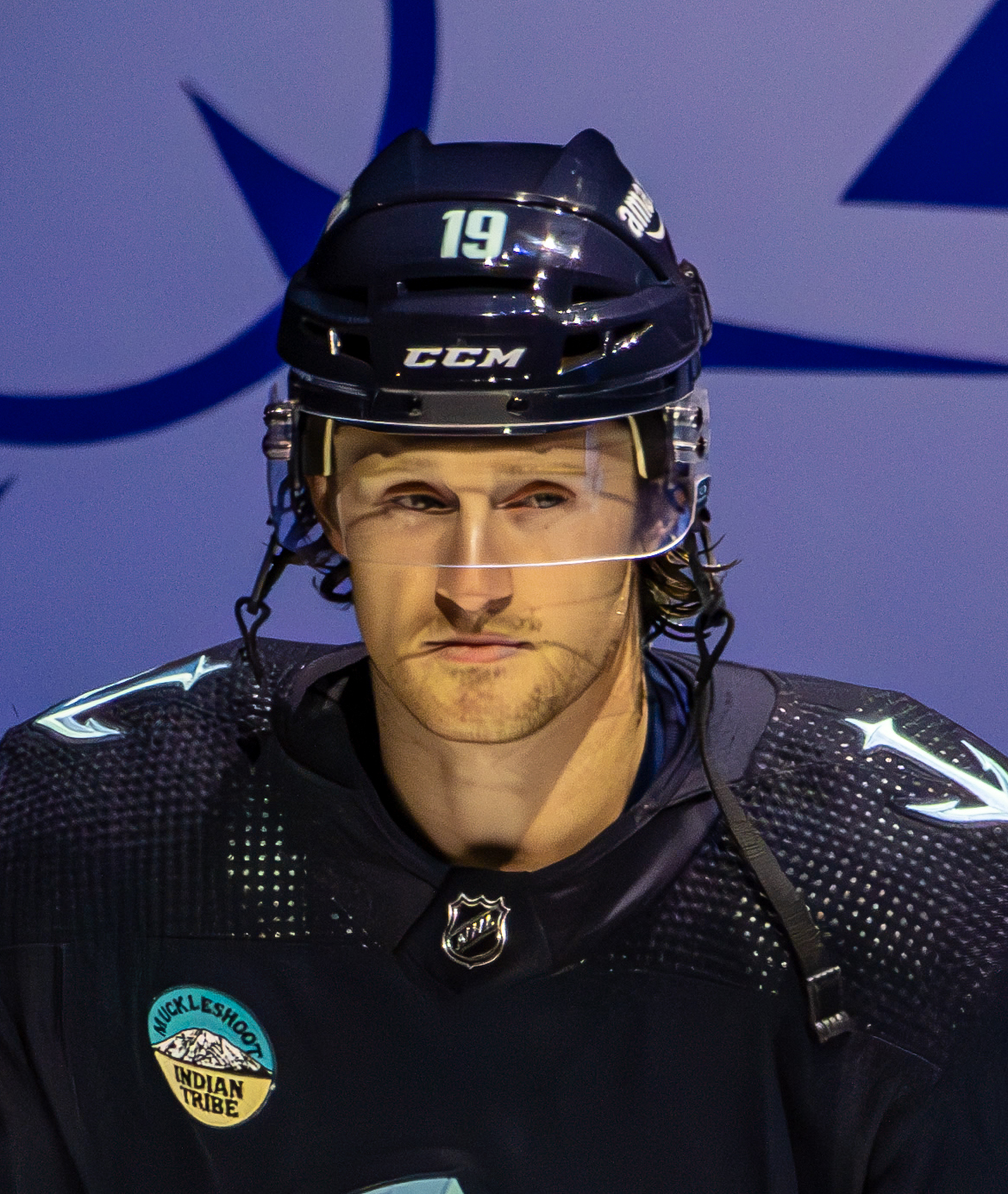
McCann im Trikot der Kraken (2023)

Stand: Ende der Saison 2024/25

### International
Vertrat Kanada bei:
| - World U-17 Hockey Challenge 2013 - Ivan Hlinka Memorial Tournament 2013 - U18-Junioren-Weltmeisterschaft 2014 | - Weltmeisterschaft 2019 - Weltmeisterschaft 2024 |

(Legende zur Spielerstatistik: Sp oder GP = absolvierte Spiele; T oder G = erzielte Tore; V oder A = erzielte Assists; Pkt oder Pts = erzielte Scorerpunkte; SM oder PIM = erhaltene Strafminuten; +/− = Plus/Minus-Bilanz; PP = erzielte Überzahltore; SH = erzielte Unterzahltore; GW = erzielte Siegtore; 1 Play-downs/Relegation; Kursiv: Statistik nicht vollständig)